# Ben Smim
Ben Smim  (in arabo بن صميم‎?) è un centro abitato e comune rurale del Marocco situato nella provincia di Ifrane, regione di Fès-Meknès. Conta una popolazione di 6 506 abitanti (censimento 2014).